# Tugali suteri sutherlandi
Tugali suteri sutherlandi es una subespecie de molusco gasterópodo de la familia Fissurellidae. 

## Distribución geográfica
Se encuentra en Nueva Zelanda